# Kisse
Kisse kan även vara ett annat ord för katt.
Kisse (original Tabby), är en av figurerna i Kalle Ankas universum - Kalle Ankas katt. Kisse skapades samtidigt som Knase Anka, i serier av Dick Kinney och Al Hubbard under mitten av 1960-talet. I dessa serier hade Kalle kommit att utvecklas till en ganska stillsam Medelsvensson, som plågades av den energiske kusin Knase. Kisse längtar om möjligt ännu mer än Kalle efter lugn och ro, och hans införlivande i serierna var med största sannolikhet ett dramaturgiskt knep - en tydlig motpart till Knase.
I samband med att Hubbard lämnade Knase-serien, och Tony Strobl tog över som dess huvudtecknare, kom Knases karaktär att slipas ned något. Möjligen som en följd av detta kom även Kisse att tonas ned, för att med tiden i princip helt försvinna från serien.